# 小行星5985
小行星5985（英語：5985）是一颗围绕太阳公转的小行星。1942年9月7日，利斯·奧特瑪在图尔库发现了此天体。
这颗小行星的绝对星等为58.91496401050686等。